# چاقوکش‌ها
چاقوکش‌ها (اسپانیایی: Navajeros‎) یک فیلم اکشن درام به کارگردانی الوی د لا ایگلسیا است که در سال ۱۹۸۰ منتشر شد. داستان فیلم، ماجراهای ناگوار زندگی «اِل خارو»، یک نوجوان بزهکار را دنبال می‌کند که بر اساس زندگی واقعی «خوزه خواکین سانچس فروتوس»، ملقب به «اِل خارو» ساخته شده‌است. این فیلم محصول مشترک اسپانیا و مکزیک بود که با نام «تیغ‌های شیرین» اکران شد و با موفقیت تجاری در این دو کشور همراه بود و یکی از فیلم‌های ژانر کینکی محسوب می‌شود.

## گزیدهٔ بازیگران
- خوزه لوئیس مانسانو
- خوزه ساکریستان
- ماریا مارتین
- انریکه سان فرانسیسکو
- ایسلا وگا
- برونیکا کاسترو
- خائیمه گارسا
- خوزه مانوئل سروینو